# Erythrina costaricensis
Erythrina costaricensis är en ärtväxtart som beskrevs av Marc Micheli. Erythrina costaricensis ingår i släktet Erythrina och familjen ärtväxter. Inga underarter finns listade i Catalogue of Life.